# 北方夕鶴2/3殺人
《北方夕鶴2/3殺人》（日語：北の夕鶴2／3の殺人）是日本推理作家島田莊司的推理小說，為其筆下的偵探吉敷竹史系列的小說。
小說曾經被改編為一集電視劇，2008年於TBS電視台首播。

## 書籍出版資訊
| 出版者       | 出版日期      | 媒介       | 頁數  | 書籍編碼           | 譯者   |
| ------------ | ------------- | ---------- | ----- | ------------------ | ------ |
| 光文社       | 1985年        | 單行本     | 263頁 | ISBN 9784334025854 |        |
| 光文社       | 1988年7月20日 | 光文社文庫 | 387頁 | ISBN 9784334707682 |        |
| 皇冠文化出版 | 2004年4月5日  | 平裝書     | 272頁 | ISBN 9789573320364 | 郭清華 |
| 新星出版社   | 2013年1月1日  | 平裝書     | 260頁 | ISBN 9787513310345 | 雲卿   |

## 故事概要
在年關將至的時候，吉敷竹史接到了前妻通子打來的電話。電話中通子只是說想聽一聽吉敷的聲音，之後會離開東京，吉敷急忙趕去車站送行......
第二天，吉敷得知昨天通子所搭乘的『夕鶴九號』列車上發生了一宗兇案——於列車臥鋪車廂內發現一具年輕女屍。而現場留下的一支帶有羽翼的鶴形湯匙以及其他物件，均顯示通子被牽涉在內。吉敷為查明真相，前往通子可能會去的釧路市，又發現另一個事實：通子竟然是另一宗兇案的殺人嫌疑犯......
原來在通子租住的公寓里曾發現了兩具心臟中刀的女屍，除了刀上有通子的指紋，現場更不可能避開管理員的耳目進入及離開。更加詭異的是，在公寓附近聞名的『夜鳴石』在案發當晚曾不斷發出哭泣聲，且更有人在附近目睹恐怖的盔甲武士的幽靈......
為了證實通子的清白及查明隱藏在那詭異恐怖的現象背後的真相，吉敷踏上了漫長而又艱辛的緝兇之旅......

## 登場人物

### 主要角色
吉敷 竹史（Yoshiki Takeshi）
東京搜查一課的刑警。在接到前妻通子打來的電話後不久，得知通子在離開東京的夕鶴號列車上被捲入一宗兇案當中。
為查明通子同兇案的關係，遠赴盛岡、青森打聽案情。在釧路得知通子在此之前又已捲入另外一宗懸疑詭秘的兇案里……
信任被一切證供陷於不利境地的通子並無犯案，為了找到通子的下落，不惜歷盡千辛萬苦，即使中途受傷及賭上警察生涯的前程也在所不惜……

### 案件相關
加納 通子（Kanou Michiko）
吉敷的前妻，兩人已離異五年，離異後在釧路經營一家雕金工藝店。
性格有點怪異，對自己的這種性格稱作是「有病」。
突然致電吉敷說想聽他的聲音，然後在離開東京的夕鶴列車上本應是她所乘坐的臥鋪床位上卻發現了一具女屍，周邊散落着她的物品和有她字跡的字條。
之前在釧路又被捲入另外一宗兇案當中——在釧路三矢高級公寓她租住的房間中發現了兩具不可能出現的女屍……
從對吉敷的態度及留給他的信件中透露，似乎背後隱藏着一個不為人知的謎團……
小池 恭一（Koike Kyouichi）
在三矢高級公寓發生的第一宗兇案中死亡的十七歲高中生。
小池 典子（Koike Noriko）
小池恭一的母親。
藤倉 市子（Fujikura Ichiko）
在通子的公寓中發現的兩個女死者之一，胸部被刀刺中而死。和另一個死者房子是妯娌關係。
藤倉 房子（Fujikura Fusako）
在通子的公寓中發現的兩個女死者之一，胸部被刀刺中而死。和另一個死者市子是妯娌關係。
藤倉 一郎（Fujikura Ichirou）
三矢高級公寓的住客，市子的丈夫，經營一家名叫「白色」的小酒館。
藤倉 次郎（Fujikura Jirou）
三矢高級公寓的住客，房子的丈夫，一郎的弟弟。攝影家。
藤倉 令子（Fujikura Reiko）
一郎和次郎的姐姐。
吉敷在牛越提供的照片中，證實她就是夕鶴列車兇案中的女死者。
藤倉 良雄（Fujikura Yoshio）
令子、一郎和次郎的弟弟，在年幼時夭折。
河野（Kawano）
三矢高級公寓的管理員。在市子和房子的推定死亡時間前後證言無人進出公寓。
小田切（Odagiri）
東京大學的學生，在雙女屍兇案當晚拍到出現了盔甲的靈異照片，並在當晚深夜目睹穿着盔甲的武士倒退步出公寓的情景。

### 其他
中村 吉造（Nakamura Yoshizou）
吉敷的前辈刑警，也是吉敷和通子的媒人。
在吉敷陷入困境向他求助時，替吉敷請假及給予鼓勵。
牛越 佐武郎（Ushikoshi Saburou）
札幌警局的警察，吉敷的舊識。被調到三矢公寓兇案調查組中擔任搜查主任。
被吉敷誓要證實通子無罪的氣概撼動，為此把對通子的通緝令暫時壓下。

## 榮譽
- 《文藝春秋》年度10大推理小說！
- 《文藝春秋》東西方推理小說BEST 100！
- 偵探小說研究會1975 ~ 1994年本格推理BEST 100！

## 電視劇
從2004年12月6日開始於TBS播放的「周一推理劇場」電視劇。共包含了吉敷竹史系列小說中的四個故事，本小說是第三個單元故事，于2008年1月21日播出。

### 主演

#### 警察
- 吉敷 竹史 - 鹿賀丈史

警視廳捜査一課三係主任刑警。
- 栗山 真弓 - 田畑智子

警視廳捜査一課三係刑警。
- 小谷 佑一 - 賀集利樹

警視廳捜査一課三係刑警。
- 室井 - 阿南健治

警視廳捜査一課三係刑警。
- 江川 - 生津徹

警視廳捜査一課三係刑警。
- 中村 吉造 - 夏八木勳

警視廳捜査一課迷宮班班長。

#### 案件相關
- 河野 - 渡邊修三

管理員。
- 相場 浩介 - 濱田學
- 藤倉 一郎 - 畠中洋
- 藤倉 次郎 - 米山善吉

自由攝影師。
- 藤倉 令子 - 水木薰（少女時代：田中凛）

## 外部連結
- （日語）http://www.kobunsha.com/shelf/book/isbn/9784334707682（页面存档备份，存于）
- （简体中文）豆瓣：北方夕鶴2/3殺人（皇冠）（页面存档备份，存于）
- （简体中文）豆瓣：北方夕鹤2/3杀人事件（新星出版社）（页面存档备份，存于）